# Gare de Saint-Bruno-de-Montarville (Grand Tronc)
La  gare de Saint-Bruno-de-Montarville à Saint-Bruno-de-Montarville, au Québec, est une ancienne gare du Canadien National. Désaffectée depuis 1988 avec la fermeture de la ligne de chemin de fer vers Montréal, elle serte de salle communautaire.

## Histoire

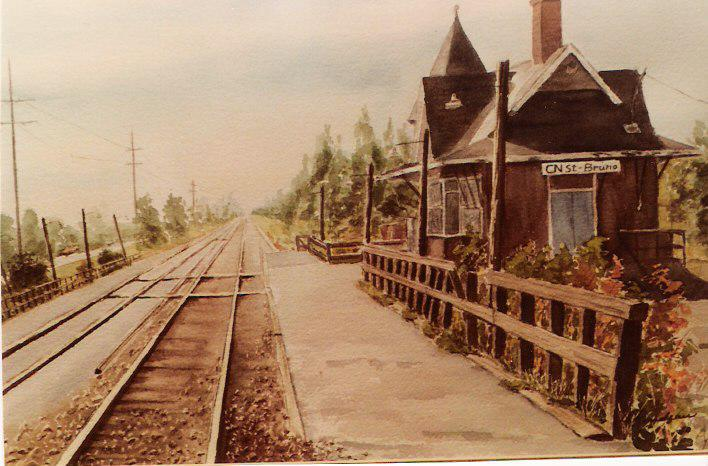
Représentation de la gare en service du Canadien National.

La gare est construite en 1903 sous la supervision de l’ingénieur en chef du Grand Tronc Melville Hays. Elle remplace une gare inaugurée en 1848 mais perdue lors d’un incendie . Sa construction s’inspire du mouvement «pittoresque» alors en vogue, elle était destinée « à attirer le public et à signaler davantage le bâtiment dans le paysage environnant » au lieu de retirer la rentabilité maximale. Elle se caractérise par « un toit en croupe, une tour d’angle, des pignons décoratifs, une fenestration de dimensions et de formes variées » .